# Namikaze Sateraito
Namikaze Sateraito (波風サテライト?, Namikaze Sateraito) è un brano musicale del gruppo giapponese Snowkel, e pubblicato il 1º gennaio 2006 come loro secondo singolo. Il brano è stato utilizzato come settima sigla di apertura degli episodi dal 154 al 178 dell'anime Naruto. Il singolo è arrivato alla trentasettesima posizione della classifica Oricon dei singoli più venduti in Giappone, rimanendo in classifica per otto.

## Tracce
CD singolo SECL-277
1. Namikaze Satellite (波風サテライト)
2. JUSTICE
3. SSAW Japan Tour

## Classifiche
| Classifica (2005) | Posizione massima |
| ----------------- | ----------------- |
| Giappone (Oricon) | 37                |